# Tour des Flandres 1946
Le Tour des Flandres 1946 est la 30e édition du Tour des Flandres. La course a lieu le 14 avril 1946, avec un départ à Gand et une arrivée à Wetteren sur un parcours de 246 kilomètres. 
Le vainqueur final est le coureur belge Rik van Steenbergen, qui s’impose en solitaire à Wetteren. Van Steenbergen avait remportée l'édition 1944. Le Français Louis Thiétard termine deuxième, tandis que le Belge Briek Schotte se classe troisième. 

## Classement final
|    | Coureur             | Pays     | Équipe             | Temps           |
| -- | ------------------- | -------- | ------------------ | --------------- |
| 1  | Rik van Steenbergen | Belgique | Mercier-Hutchinson | 6 h 51 min 00 s |
| 2  | Louis Thiétard      | France   | Metropole-Dunlop   | + 1 min 06 s    |
| 3  | Briek Schotte       | Belgique | Alcyon-Dunlop      | + 1 min 06 s    |
| 4  | Albert Sercu        | Belgique | Dilecta-Wolber     | + 5 min 36 s    |
| 5  | Sylvain Grysolle    | Belgique | Rochet-Dunlop      | + 5 min 36 s    |
| 6  | Michel Remue        | Belgique | Alcyon-Dunlop      | + 5 min 36 s    |
| 7  | Camille Beeckman    | Belgique | Thompson           | + 5 min 36 s    |
| 8  | Georges Claes       | Belgique | Rochet-Dunlop      | + 5 min 36 s    |
| 9  | Marcel Kint         | Belgique | Mercier-Hutchinson | + 5 min 36 s    |
| 10 | Maurice Clautier    | Belgique | Thompson           | + 5 min 36 s    |